# Фауст
Фауст је протагониста класичне немачке легенде. Фауст је веома успешан учењак, али је незадовољан својим животом, па зато прави договор са Ђаволом. Мења своју душу за неограничено знање и земаљска задовољства. Фаустова прича је основа за многа литерарна, уметничка, филмска и музичка дела. Значење његовог имена су реинтерпретирали током векова. Израз "фауст" или "фаустовска особа" се користи када се говори о амбициозној особи која губи морални интегритет, како би постала успешна и моћна. Одатле је настао и израз: „Договор са ђаволом.“
Фауст из ранијих књига, балада, драма и луткарских представа је неповратно проклет, јер жуди за божанским знањем; „Свете списе је сместио иза врата и испод клупе, одбио је да буде зван доктором теологије, већ је преферирао звање "доктор медицине".“
Комичне луткарске представе и драме су се често изводиле засниване на овој легенди. Биле су популарне широм Немачке у раном 16. веку и често су Фауста и Мефистофелеса сводили на вулгарну забаву. Причу је у Енглеској популаризовао Кристофер Марло, у својој представи "Трагична историја Доктора Фауста". Гете је, 200 година касније, у својој верзији приче, Фауста представио као незадовољног интелектуалца који вапи за више „од земаљског меса и пића“. Легенду је интерпретирао такође и Михаил Булгаков у делу Мајстор и Маргарита.

## Настанак легенде
Око 1570. забележена је легенда о Фаусту која је пронађена крајем 19. века у Волфенбителу. Године 1587, у Франкфурту је објављена књига о Фаусту под насловом „Приповест о доктору Јохану Фаусту, надалеко разглашеном чаробњаку и некроманту, о томе како се на одређено време завештао ђаволу, какве је чудне ствари за то време доживео, шта је сам чинио и снивао, све док на крају није добио заслужену награду“. Претпоставља се да је аутор био Андреас Фрај, директор гимназије у Шпајеру. Књига је превођена, доживела је велики број издања и прерада. 
Намера аутора је била да се лик Фауста деградира јер је био све сумњивији ортодоксној лутеранској цркви, и све привлачнији народној фантазији и поред савеза са ђаволом. Фаустову жељу да сазна нешто више од оног што су нудиле црква и званична наука, што га је и одвело у руке ђавола, књига је интерпретирала као неопростив грех. Његов ужасан крај требало је да буде опомена свим сујетним, претерано радозналим и безбожним људима.